# وابیکوزا
وابیکوزا Wabi-Kusa اشاره به حس زیباشناسی در ژاپن دارد؛ که هرج و مرج در طبیعت را نشانهٔ زیبایی آن می‌دانند. kusa به معنی علف‌های هرز گیاهان است.
wabikusa بر خلاف بقیه گیاهان فروش متفاوتی دارند. وابیکوزاها، معمولاً توسط گونه‌های مختلف گیاهی پوشیده شده‌است. آن‌ها را می‌توانید در داخل آکواریومی پر از آب، یا در شیشه‌ای که مقدار کمی آب داخلش است نگهداری کنید. به این طریق شکل زمینی آن حفظ می‌شود.

## وابیکوزا
نام وابیکوزا اشاره به حس زیبایی‌شناسی Wabi-Sabi در ژاپن دارد که هرج و مرج در طبیعت را دلیل زیبایی آن می‌داند. Kusa به معنی علف‌های هرز و گیاهان است. برخلاف روش‌های معمول فروش گیاهان، وابیکوزا معمولاً توسط گونه‌های مختلفی از گیاهان پوشیده شده‌است. وابیکوزا را می‌توانید درون آکواریوم پر از آب یا درون ظرفی که مقدار کمی آب دارد نگهداری کنید این کار باعث می‌شود تا گیاه فرم زمینی خود را در یک بخش که سایر گیاهان هم وجود دارند حفظ کند.